# Antonio Mazzone
Antonio Mazzone (Napoli, 19 dicembre 1934 – Napoli, 10 dicembre 2022) è stato un politico italiano, esponente del Movimento Sociale Italiano e già parlamentare europeo.

## Biografia
Laureato in giurisprudenza, avvocato, dal 1975 al 1984 fu consigliere regionale del MSI in Campania.
Fu eletto deputato nazionale dal 1983 e confermò il suo seggio parlamentare nel 1987.
È stato eletto deputato europeo alle elezioni del 1989. È stato membro della Commissione giuridica e per i diritti dei cittadini, della Commissione per gli affari esteri e la sicurezza, della Commissione per il controllo dei bilanci e della Delegazione per le relazioni con la Repubblica popolare cinese.
Nel 1993 venne eletto consigliere comunale a Napoli.
Nel 1994 tornò alla Camera dei Deputati con Alleanza Nazionale e nella XII legislatura fu Presidente della Giunta delle elezioni.
Nel 1996 si è candidato alla Camera dei deputati nel collegio Napoli San Carlo all'Arena: sostenuto dal Polo per le Libertà ed anche dalla Fiamma Tricolore, ottenne il 48,4% dei voti e venne sconfitto dalla rappresentante dell'Ulivo Anna Maria Procacci.
Fu inoltre Consigliere di Amministrazione della società Poste Italiane S.p.A. dal 2001 al 2004, Presidente della società Poste Vita S.p.A. dal 2001 al 2007, Presidente della società Poste Trasporti S.p.A. dal 2007 fino alla morte e Presidente del Circolo Nautico Posillipo di Napoli dal 1994 al 1996 e dal 2006 al 2008.
Coniugato dal 1967, aveva tre figli.